# Carta de crédito
La carta de crédito o crédito documentario es un medio de pago emitido por una entidad solvente, generalmente un banco. La carta de crédito es independiente del contrato que dio su origen. La carta de crédito se emplea en términos generales en la compra y venta de mercancía o bienes, sin embargo, este instrumento de pago puede utilizarse en otros contratos. La carta de crédito no tiene sustento legal en las leyes estatales, por lo cual no son catalogadas como contratos sino como nueva lex mercatoria. A pesar de no existir un conjunto de leyes específicas para las cartas de crédito, las partes en un contrato de compraventa internacional, por lo general escogen incluir las normas relacionadas con “la carta de crédito” que no son leyes por sí mismas, pero se convierten en leyes para las partes una vez mencionadas en sus contratos. 
Organizaciones internacionales privadas, no gubernamentales, como la Cámara de Comercio Internacional (CCI), han intentado lograr uniformidad en todos los aspectos relacionados con la carta de crédito. La CCI ha recopilado un conjunto de normas que se han convertido en la manera regular de tratar con la carta de crédito. En la práctica habitual de la comunidad bancaria hispanohablante está generalizado el uso de las siglas UCP (Uniform Customs and Practice for Documentary Credits) en lugar de RUU («Reglas y usos uniformes para los créditos documentarios»), que son las que corresponderían en español.
La primera versión de esta recopilación o codificación de usos se aprobó en el VII Congreso de la CCI celebrada en Viena (Austria), el 29 de mayo de 1933. Se trata de las denominadas «reglas de Viena» o «UCP 1933», que fueron adoptadas por banqueros de Europa y los Estados Unidos, aunque rechazadas en el Reino Unido y los países de la Mancomunidad de Naciones (Commonwealth). Tras la Segunda Guerra Mundial, las UCP han sido periódicamente revisadas y actualizadas en su totalidad por expertos del sector privado de la CCI, dando lugar a otras seis versiones: la 151 de 1951, la 222 de 1962, la 290 de 1974 (con asistencia de la Comisión de las Naciones Unidas para el Derecho Mercantil Internacional), la 400 de 1983, la 500 de 1993 y la 600 de 2007.
Cada revisión de este conjunto de normas se identifica con un número, la versión más reciente es el número 600. El uso de este grupo de reglas y usos no restringe el alcance de las normas que pueden ser aplicadas a una transacción relacionada con una “carta de crédito”. En otras palabras, la fuente de codificación no es limitada. De todas maneras, en una transacción relacionada con una “carta de crédito”, las partes por lo general escogen incluir las normas referidas como UCP 600, que no son leyes por sí mismas, pero se convierten en leyes para las partes una vez mencionadas en sus contratos.
Según el tipo de obligación que ampara, la carta de crédito puede ser comercial, cuando la transacción que la involucra es una operación de compraventa, que puede ser local o internacional (de importación o de exportación), financiera o de garantía, cuando asegura el cumplimiento de una obligación de este orden (stand by).

## Definición
Siguiendo las disposiciones de la UCP 600, un crédito es toda operación por la que un banco, cobrando por cuenta y orden de un cliente, se obliga a:
- pagar o aceptar una  letras de cambio (honrar)
- Autorizar para que en su nombre dicho pago, aceptación o negociación lo haga otro banco contra entrega de documentos.

Honrar significa:
- Pagar a la vista, si el crédito es disponible para pago a la vista.
- Contraer un compromiso de pago diferido y pagar al vencimiento, si el crédito es disponible para el pago diferido.
- Aceptar una letra de cambio o «giro» librada por el beneficiario y pagar al vencimiento si el crédito es disponible para aceptación.

Las obligaciones del banco pueden estar supeditadas a la entrega de documentos de índole comercial (conocimiento de embarque, factura comercial), aduanero (certificado de origen) o técnico (certificado de calidad), y pueden variar según las instrucciones de quien ordene la apertura de dicho crédito.

## Sujeto
- Ordenante: es el importador o comprador de la mercancía, y es entonces quien solicita la apertura del crédito documentario e instruye al banco emisor sobre las condiciones para llevarlo a cabo. Es el obligado final a pagar, y deberá reembolsar al banco emisor cuantas cantidades o gastos anticipe éste.
- Banco emisor: es el banco sobre el que recae la obligación principal para con el beneficiario, y el que deberá abrir el crédito documentario a favor de éste. Obra a pedido y bajo las instrucciones del ordenante.
- Beneficiario: es el exportador o vendedor de la mercancía, y el que tiene el derecho de cobro en función del cumplimiento de las condiciones impuestas en el crédito. Es el receptor del documento que sustenta el crédito, y el que recibirá entonces una garantía de pago siempre que esté en posición de presentar la documentación requerida en los plazos correspondientes.
- Banco Intermediario (corresponsal): según la responsabilidad que tenga, se llamará banco pagador si debe entregarle dinero a la vista al beneficiario contra el cumplimiento de sus obligaciones (pago a la vista); banco negociador, si estuviera encargado de descontar letra/s al beneficiario contra el cumplimiento de sus obligaciones (pago diferido); banco aceptador, si acepta la/s letra/s del beneficiario para pagárselas al vencimiento o; banco avisador, si sólo actúa notificando al beneficiario, de la apertura del crédito a su favor. Los usos y costumbres hacen que el banco corresponsal pueda investir la figura de más de un sujeto, por tener responsabilidades diferentes (por ejemplo, puede ser banco avisador y banco negociador a la vez).

## Banco Designado
Es el banco en el que el crédito es disponible, o cualquier banco en el caso de un crédito disponible con cualquier banco (artículo 2 de la UCP 600). El banco designado es el banco donde se presentan los documentos o, lo que es lo mismo, el banco donde es utilizable el crédito.    
El banco designado podrá ser: el banco emisor, el banco intermediario o cualquier otro banco.
Un crédito disponible en un banco designado distinto del emisor será disponible también en el banco emisor.

## Reglas de la CCI relacionadas con los créditos documentarios
Junto a las UCP, existen otras reglas complementarias de la CCI que deben interpretarse conjuntamente:
- Las reglas y usos uniformes para los créditos documentarios (UCP 600) y su suplemento e-UCP, para la presentación electrónica de los documentos en un crédito documentario. Publicación 600 (2007).
- La práctica bancaria internacional estándar (International Standard Banking Practice, ISBP). Publicación 745 (2013).
- Las reglas y usos internacionales para los créditos contingentes (International Standby Practices, ISP98). Publicación 590 (1998).
- El reglamento de peritaje para la solución de controversias en materia de instrumentos documentarios (Documentary Credit Dispute Resolution Expertise, DOCDEX), un procedimiento rápido que incorpora las reglas bancarias de la CCI. Publicación 872 (2015).
- Las reglas uniformes para reembolsos interbancarios bajo créditos documentarios (Uniform Rules for Bank-to-Bank Reimbursements under Documentary Credits, URR). Publicación 725 (2008).

## Tipos de cartas de crédito

### Domésticas
Es la carta de crédito abierta en favor de un beneficiario que tiene su domicilio localmente y, generalmente, no requiere la intervención de otra institución financiera. Establece una relación triangular entre el ordenante del instrumento, el banco emisor y el beneficiario vendedor.
Es la carta de crédito abierta en favor de un beneficiario que tiene su domicilio en el país. Generalmente intervienen bancos del exterior como intermediarios ante el beneficiario. 
Al abrir la carta de crédito, el banco la remite a su corresponsal extranjero para que agregue su confirmación y dé aviso al beneficiario, directamente o a través de su propio corresponsal en el país de destino.

### Contra pago
Este tipo de carta puede subdividirse a su vez en pago a la vista y diferido.
- Pago a la vista y confirmado por el banco pagador, éste no puede demorar el pago.
- Diferido (pagadero a plazo) y confirmado el banco se compromete contra entrega de documentos a pagar en el vencimiento.

garantiza una carta de crédito es que el pago por los productos enviados a un comprador en cualquier parte del mundo

### Contra aceptación
El crédito es disponible contra presentación de los documentos y de una letra de cambio liberada a plazo contra un banco designado por el crédito que puede ser el propio emisor o receptor.

### Contra Negociación
El crédito es disponible contra presentación de los documentos y de una letra de cambio liberada a la vista o a plazo contra el banco emisor.
El banco negociador “compra” por cuenta del emisor los derechos del beneficiario sobre el crédito. 
Un crédito libremente negociable puede ser negociado por cualquier banco.

### Irrevocabilidad del Crédito documentario[5]
Desde el punto de vista del compromiso del banco emisor, los créditos documentarios son irrevocables. El crédito documentario revocable dejar de estar amparado por la Reglas y Usos Uniformes (UCP) a partir de la última revisión (UCP 600).
El crédito documentario irrevocable representa un compromiso firme del banco que lo emite ante el beneficiario, siempre que este haya cumplido estrictamente las condiciones que figuren en el clausulado del crédito documentario. Los términos de estos créditos no pueden ser anulados o modificados sin el acuerdo previo de todas las partes implicadas.

### Nominativas o negociables
Es nominativa la carta de crédito que indica expresamente los bancos autorizados para confirmar, avisar y negociar el instrumento, y serán negociables libremente aquellas que no indican expresamente los bancos nominados para intervenir en su manejo.
A vista, por aceptación o por pago diferido
Según su disponibilidad, la carta de crédito podrá ser a vista cuando el pago se efectúe de inmediato contra presentación de documentos conformes; por aceptación, cuando el pago se produzca por la aceptación del banco pagador de una letra de cambio librada a plazo cierto, o por pago diferido, cuando el pago se establezca a un plazo determinado luego de la utilización del instrumento (días fecha factura o de la emisión de documento de transporte).

### Clases de Cartas de crédito (Crédito documentario)
- Transferibles: La carta de crédito que expresamente así lo indique le permite al beneficiario hacer disponible el crédito total o parcialmente a un tercero (segundo beneficiario), conforme a los mismos términos, condiciones, obligaciones y beneficios, excepto el valor y precio de las mercancías que podrá ser reducido. La omisión de indicación al respecto implica que es intransferible.

- Rotativo o revolving: Incluye la restitución inmediata del valor del crédito toda vez que sea utilizado permitiendo su reutilización en la misma forma, monto y condiciones originales, durante un plazo determinado.

- De Anticipo: Permite el pago anticipado total o parcial contra simple recibo y compromiso expreso de presentación de documentos (Cláusula Roja) o contra un certificado de depósito en almacén autorizado, facturas u otros comprobantes de disposición previamente convenidos e identificados en el crédito (Cláusula Verde).

- Back to Back: Se establece cuando el banco abre un crédito respaldado por otro crédito más importante a favor del beneficiario. 
  - El crédito back to back implica un riesgo para el banco avisador del primer crédito, que es requerido para emitir el segundo. Si el beneficiario-ordenante tiene línea de crédito abierta con su banco, no existe mayor problema, pero es más habitual que esta se limite a los fondos que proporciona la utilización del primer crédito, que es además lo que justifica la figura utilizada. Este tipo de operaciones exige cierta especialización de los bancos, ya que se trata de dos créditos que, aun cuando estén vinculados entre sí, tienen un condicionado específico que debe cumplirse en ambas operaciones, por lo que los bancos españoles no suelen realizar este tipo de crédito, ya que está a expensas de que su cliente cumpla con el condicionado del crédito.
  - La falta de seguridad de estos créditos hace que los bancos no los vean con agrado, son operaciones excepcionales de escaso uso.

- Carta de crédito Stand By: La carta de crédito contingente o crédito documentario stand by es, pues, una garantía presentada por el banco del importador que ampara al exportador del posible impago de las mercancías objeto de compraventa. Frente a los avales ordinarios, los stand by ofrecen una serie de ventajas muy beneficiosas en el terreno del comercio exterior:
  - El objetivo principal del crédito contingente no es utilizarse como medio de pago al beneficiario, que debería hacerse por otro medio (cheque, transferencia, …), si no como garantía de pago. El crédito sólo se utilizará cuando ha habido un incumplimiento en la obligación del ordenante, de ahí su nombre “standby letter of credit” que significa “carta de crédito en espera”

- Boleta bancaria de garantía

## Emisión de Créditos documentarios a través de mensajeSWIFT
La emisión, modificación, reembolso, aviso de reservas y otras operaciones relacionadas con el crédito documentario se hacen a través de mensajes SWIFT de la categoría 7.  
Society for Worldwide Interbank Financial Telecommunication

### Tipos de mensajes de la Categoría 7
| Tipo de mensaje | Función                                            | Descripción |
| 700/701         | Emisión de un crédito documentario                 | Términos y condiciones de emisión del crédito |
| 705             | Preaviso de crédito documentario                   | Informa de las principales características del crédito documentario, cuyos detalles seguirán a continuación |
| 707/708         | Modificación de crédito documentario               | Informa de las modificaciones en los términos y condiciones del crédito |
| 710/711         | Aviso a tercer banco del crédito documentario      | Notificación al segundo banco avisador |
| 720/721         | Transferencia de crédito documentario              | Informa de la transferencia de un crédito |
| 730             | Acuse de recibo de mensaje de crédito documentario | Notifica el recibí del crédito |
| 732             | Aviso aceptación discrepancias                     | Avisa que los documentos recibidos con discrepancias han sido aceptados |
| 734             | Aviso de rechazo                                   | Informa del rechazo de documentos que no están de acuerdo con los términos y condiciones del crédito. |
| 740             | Autorización de reembolso                          | Aspectos relativos al reembolso |
| 742             | Reclamación del reembolso                          | Aspectos relativos al reembolso |
| 744             | Aviso de no conformidad de reembolso               | Aspectos relativos al reembolso |
| 747             | Modificación de autorización de reembolso          | Aspectos relativos al reembolso |
| 750             | Aviso de discrepancia                              | Informa de discrepancias encontradas en los documentos presentados y solicita autorización para el pago |
| 752             | Autorización para honrar o negociar                | Informa al banco que ha pedido autorización para pagar, aceptar, negociar o compromiso de pago diferido, de que los documentos pueden ser atendidos, a pesar de las discrepancias, siempre que el resto esté en orden.                                                                   |
| 754             | Aviso de pago/aceptación negociación               | Informa que los documentos han sido presentados de acuerdo con las condiciones del crédito y están siendo remitidos según lo requerido. Este mensaje también se utiliza para el pago y la negociación.                                                                                   |
| 756             | Aviso de reembolso o pago                          | Informa del reembolso o pago de la utilización de um crédito documentário que no indicaba instrucciones para el reembolso o provisión para el pago. |
| 759             | Mensaje auxiliar                                   | Solicita u ofrece información, como una alerta de fraude o una solicitud de financiación, sobre una transacción comercial existente, como un crédito documentario, una garantía de demanda, una carta de crédito en espera (stand-by) o una empresa (p. ej., una garantía, fianza, etc.) |

Además de los reseñados en la tabla anterior, están los MT 760, 767, 768 y 769, referentes a garantías y los MT 790, 791, 792, 795, 796, 798 y 799, que regulan gastos de intereses y otros aspectos (preguntas, respuestas, propiedades del mensaje y mensaje de formato libre).

### Mensaje MT 700
Se trata de los mensajes para la apertura de un crédito documentario, que cumplen con un formato de mensaje que se ajusta a las normas impuestas por SWIFT. El mensaje lo envía el banco emisor del crédito al banco notificador (avisador), para que comunique la apertura al beneficiario y le informe del condicionado del crédito. Salvo que se diga lo contrario, el crédito estará sujeto a las Reglas UCP 600. Asimismo, un crédito documentario avisado al beneficiario a través de un mensaje SWIFT constituye el instrumento operativo del crédito. La excepción se encontrará en el preaviso (MT 705), que no se considera instrumento operativo del crédito.
En los estándares SWIFT se recogen las reglas de validación (network validated rules) para todos los mensajes.